# 知覧インターチェンジ
知覧インターチェンジ（ちらんインターチェンジ）は、鹿児島県南九州市知覧町郡にある、指宿スカイラインのインターチェンジである。

## 歴史
- 1977年（昭和52年）4月1日 : 頴娃IC - 谷山IC間開通に伴い、供用開始。

## 接続する道路
- 鹿児島県道23号谷山知覧線

## 料金所

### 入口
- 1か所

### 出口
- 1か所

## 隣
指宿スカイライン
川辺IC - 知覧IC - 頴娃IC